# 保科洋
保科洋（日语：／ Hoshina Hiroshi，1936年1月31日—），日本作曲家、編曲家、指揮。

## 簡介
保科洋出生於東京，東京藝術大學畢業，作曲師隨長谷川良夫、指揮師隨渡邊曉雄。第29屆日本音樂大賽（1960年）（管弦樂）第一名。保科洋曾任教於東京音樂大學、愛知縣立藝術大學、國立兵庫教育大學。2001年3月，從兵庫教育大學退休。
現為日本吹奏樂診療室（バンドクリニック，band clinic）委員會名譽顧問、兵庫教育大學名譽教授、作陽音樂大学客座教授、浜松作音樂樂院音樂總監。保科洋的管弦樂、吹奏樂、聲樂作品在日本非常受歡迎。保科洋亦是兵庫教育大學吹奏樂部、岡山大學交響樂團、岡山大學交響樂團OB常任指揮。

## 主要作品

### 管弦樂作品
- 「寂」（岡山大學交響樂團第20回定期演奏會記念作品）
- 「祀」（岡山大學交響樂團第25回定期演奏會記念作品）
- 祝典舞曲（岡山大學交響樂團第30回定期演奏會記念作品）
- 「饗宴」（岡山大學交響樂團第35回定期演奏會記念作品）
- 創生の詩（岡山大學交響樂團第40回定期演奏會記念作品）
- 管弦樂變奏曲（岡山大學交響樂團第45回定期演奏會記念作品）
- 祝祭前奏曲（岡山大學交響樂團第50回定期演奏會記念作品）
- 安魂曲 ～感嘆青春的死亡～（岡山大學交響樂團第51回定期演奏會記念作品）
- 為圓號獨奏所寫的管弦樂作品「巫女の舞」
- 「赤腳創」（はだしのゲン）（岡山大學交響樂團第55回定期演奏會記念作品）
- 「風紋」（管弦楽版）
- 「懐想譜」  [管弦楽版]

### 吹奏樂作品
- 「古祀」（1980年作曲，1998年濱松市雅馬哈管樂團委約改編為吹奏樂作品）
- 「愁映」（1984作曲，1999年關西學院吹奏樂部30週年委約作品，1999年修訂）
- 「災禍」  （1973年，静岡縣立濱松工業高等学校吹奏樂團委約作品）
- 隨想曲（1974，第1回笹川獎得奬作品。受委託創作的作品濱松，雅馬哈交響管樂團）
- 交響樂斷章（1972年，濱松市雅馬哈管樂團委約作品）
- 「復興」（2010年、濱松市雅馬哈管樂團委約作品）

#### 全日本吹奏樂大賽課題曲
- 坎蒂利拿（カンティレーナ）（1976年）
- 風紋（1987年）
- 亞爾比利奧（アルビレオ）（1998年）

## 著作
- 生活的音樂表現 - 基於能量的演繹法（音楽之友社（1998/05）ISBN：4276140110）
- 從顏色應用和聲伴奏 - （田畑 八郎合著　音楽之友社（1985/03）ISBN：4276315514）
- 樂曲分析與演繹 -以「悲愴」、「風紋」作例 (Hoshina Music Office)

## 外部連結
- Hoshina Music Office 公式サイト （页面存档备份，存于）
- Hoshina Music OfficeのYouTubeチャンネル （页面存档备份，存于）
- 岡山大学交響楽団オフィシャルホームページ （页面存档备份，存于）